# Тавано, Франческо
Франческо Тавано (итал. Francesco Tavano; родился 2 марта 1979, Санта-Мария-Капуа-Ветере, Италия) — итальянский футболист, нападающий клуба «Каррарезе».

## Карьера
Тавано начал свою карьеру в «Пизе», ещё будучи несовершеннолетним, он перешёл в «Рондинеллу», которая играла в Серии С2. Потом он присоединился к «Эмполи», где зарекомендовал себя как один из звёзд небольшой тосканской команды. В январе 2006 года во время трансферного окна им заинтересовались несколько итальянских клубов и «Реал Мадрид», но несмотря на это в середине 2006-го он присоединился к «Валенсии». Также в апреле 2006 года он получил вызов в сборную, но не дебютировал там.
Потом Тавано вернулся в Италию, перейдя на правах аренды в «Рому», где в основном служил в качестве резервного игрока.
В 2007 году его выкупил «Ливорно» за 5,5 миллионов евро, с которым он заключил 4-летний контракт. И в 2011 он вернулся в «Эмполи».